# Taraz FK
Taraz FK Kazachs Тараз ФК) is een Kazachse voetbalclub uit Taraz.
Onder de naam FK Metallist Dzjamboel (Russisch ФК Металлист Джамбул) werd de club in 1961 opgericht; in 1967 ging de ploeg verder als FK Woschod Dzjamboel (Russisch ФК Восход Джамбул) en in 1968 als FK Energetik Dzjamboel (Russisch ФК Энергетик Джамбул). De club speelde een aantal seizoenen in de competitie van de Kazachse SSR, op dat moment het derde niveau in de USSR, zonder daarin echter tot grootse daden te komen. In 1971 nam de club de naam FK Alatau Dzjamboel (Russisch ФК Алатау Джамбул) aan, maar ook die hielp de club niet aan titels; ook de laatste naamswijziging voor de val van de Sovjet-Unie, FK Chimik Dzjamboel (Russisch ФК Химик Джамбул, 1975), kon daarin geen verandering brengen.
Na de onafhankelijkheid van Kazachstan neemt de club in 1992 deel aan de Premjer-Liga, maar dan aanvankelijk onder de naam Fosfor FK Jambul (Kazachs Фосфор ФК Джамбул); de club start het seizoen 1993 onder de naam Taraz FK Jambul (Kazachs Тараз ФК Джамбул, naar de  Middeleeuwse Kazachse naam van de stad); maar op 4 mei 1993 wordt de naam van de stad officieel "verkazachst" en krijgt de voetbalclub ook een wat gewijzigde naam: Taraz FK Jambıl (Kazachs Тараз ФК Жамбыл) aan. Op 8 januari 1997 ten slotte gaat de stad weer officieel Taraz heten en gaat de plaatselijke FC verder onder de naam Taraz FK (Kazachs Тараз ФК), die ze anno 2013 nog steeds draagt.
Zowel in 1992 als 1993 verliest de club de bekerfinale (van Qayrat FK Alma-Ata resp. Dostıq FK Alma-Ata). Omdat die laatste club zich in 1994 terugtrekt uit het betaalde voetbal, mag Taraz FK Jambıl Azië in. In 1996 wordt de ploeg kampioen en mag vervolgens namens Kazachstan deelnemen aan de Aziatische beker voor landskampioenen. In 2004 wint de ploeg de Beker van Kazachstan, maar heeft pech dat de Kazachse clubs het jaar daarop niet mogen deelnemen aan de toernooien van de UEFA, zodat een Europees debuut van Taraz FK uitbleef.

## Tweede elftal
Het tweede elftal - in 2002 nog in de Kazachse Tweede Divisie actief onder de naam Taraz-2 FK - speelde van 2003 t/m 2007 in de Eerste Divisie onder de naam Jambıl FK Taraz.

## Erelijst
- Kampioen van Kazachstan

1996
- Beker van Kazachstan

Winnaar: 2004
Finalist: 1992, 1993, 2013

## Historie in dePremjer-Liga
| Jaar | Competitie     | Prestatie                                                           | (Naam)                                                   |
| ---- | -------------- | ------------------------------------------------------------------- | -------------------------------------------------------- |
| 1992 | Topdivisie     | 2de plaats in voorrondegroep A, 5de in de kampioensgroep            | Fosfor FK Jambul                                         |
| 1993 | Topdivisie     | 9de plaats in voorrondegroep B, 14de (2de) in de degradatiegroep    | Taraz FK Jambul / Taraz FK Jambıl                        |
| 1994 | Topdivisie     | 8ste plaats in de competitie                                        | Taraz FK Jambıl                                          |
| 1995 | Topdivisie     | 2de plaats in de competitie                                         | Taraz FK Jambıl                                          |
| 1996 | Topdivisie     | 1ste plaats in de competitie en kampioen                            | Taraz FK Jambıl                                          |
| 1997 | Topdivisie     | 2de plaats in de competitie                                         |                                                          |
| 1998 | Topdivisie     | 10de plaats in de competitie                                        |                                                          |
| 1999 | Topdivisie     | 14de plaats in de competitie                                        |                                                          |
| 2000 | Topdivisie     | 12de plaats in de competitie                                        |                                                          |
| 2001 | Topdivisie     | 15de plaats in de competitie en gedegradeerd                        |                                                          |
| 2002 | Superliga      |                                                                     |                                                          |
| 2003 | Superliga      | 12de plaats in de competitie                                        |                                                          |
| 2004 | Superliga      | 7de plaats in de competitie                                         |                                                          |
| 2005 | Superliga      | 11de plaats in de competitie                                        |                                                          |
| 2006 | Superliga      | 10de plaats in de competitie                                        |                                                          |
| 2007 | Superliga      | 16de plaats in de competitie en gedegradeerd                        |                                                          |
| 2008 | Premjer-Liga   |                                                                     |                                                          |
| 2009 | Premjer-Liga   | 8ste plaats in de competitie                                        |                                                          |
| 2010 | Premjer-Liga   | 10de plaats in de voorronde, 9de (3de) plaats in de degradatiegroep |                                                          |
| 2011 | Premjer-Liga   | 8ste plaats in de voorronde, 9de (3de) plaats in de degradatiegroep |                                                          |
| 2012 | Premjer-Liga   | 4de plaats in de competitie                                         |                                                          |
| 2013 | Premjer-Liga   | 11e plaats in de voorronde, 4e plaats in de degradatiegroep         |                                                          |
| 2014 | Premjer-Liga   | 11e plaats in de voorronde, 5e plaats in de degradatiegroep         |                                                          |
| 2015 | Premjer-Liga   | 9e plaats in de voorronde, 3e plaats in de degradatiegroep          |                                                          |
| 2016 | Premjer-Liga   | 11e plaats in de voorronde, 5e plaats in de degradatiegroep         | Na verlies play-off tegen FK Altai Semey geen degradatie |
| 2017 | Premjer-Liga   | 11e plaats in de competitie en gedegradeerd                         |                                                          |
| 2018 | Birinşi Lïgası | 2e plaats en gepromoveerd                                           |                                                          |
| 2019 | Premjer-Liga   | 10e plaats                                                          |                                                          |

## Naamsveranderingen
Alle naamswijzigingen van de club op een rijtje:
| Jaar (Datum) | Nieuwe naam (Russisch: Nederlandse transcriptie) (Kazachs: Qaydar-transcriptie) | Nieuwe Russische naam (t/m 1991) | Nieuwe Kazachse naam (vanaf 1992) |
| ------------ | ------------------------------------------------------------------------------- | -------------------------------- | --------------------------------- |
| 1961         | FK Metallist Dzjamboel                                                          | ФК Металлист Джамбул             |                                   |
| 1967         | FK Woschod Dzjamboel                                                            | ФК Восход Джамбул                |                                   |
| 1968         | FK Energetik Dzjamboel                                                          | ФК Энергетик Джамбул             |                                   |
| 1971         | FK Alatau Dzjamboel                                                             | ФК Алатау Джамбул                |                                   |
| 1975         | FK Chimik Dzjamboel                                                             | ФК Химик Джамбул                 |                                   |
| 1992         | Fosfor FK Jambul                                                                |                                  | Фосфор ФК Джамбул                 |
| 1993         | Taraz FK Jambul                                                                 |                                  | Тараз ФК Джамбул                  |
| 04/05/1993   | Taraz FK Jambıl                                                                 |                                  | Тараз ФК Жамбыл                   |
| 08/03/1997   | Taraz FK                                                                        |                                  | Тараз ФК                          |

## Taraz FK in Azië
- Q = voorronde
- 1 = 1e ronde
- 2 = 2e ronde

| Seizoen | Competitie            | Ronde | Land                  | Club               | Score             |
| ------- | --------------------- | ----- | --------------------- | ------------------ | ----------------- |
| 1994/95 | AFC Cup Winners' Cup  | Q     | Vlag van Kirgizië     | FC Alay Osh        | 8-1               |
|         |                       |       | Vlag van Oezbekistan  | Pakhtakor Tasjkent | 3-0               |
|         |                       |       | Vlag van Tadzjikistan | Ravshan Kulob      | 8-1               |
|         |                       |       | Vlag van Turkmenistan | Merw FT            | 8-1               |
|         |                       | 1     |                       | vrijgeloot         |                   |
|         |                       | 2     | Vlag van Iran         | Jonoob Ahvaz FC    | 1-0, 0-1 4-5 (ns) |
| 1997/98 | AFC Club Championship | 1     |                       | vrijgeloot         |                   |
|         |                       | 2     | Vlag van Turkmenistan | Nisa Aşgabat       | 2-2, 0-2          |

## Bekende (ex-)spelers
- Kajrat Asjirbekov
- Miloš Adamović
- Rok Roj
- Sigourney Bandjar
- Desley Ubbink

Akademija ·
Aqjaıyq ·
Aqtöbe B ·
FC Arys ·
Astana FK-M ·
Ekibastuz ·
Jeńis ·
Kairat-Zhas ·
Kyran Shymkent ·
Yelimay Semay ·
Taraz ·
FC Khan Tengri ·
Turan ·
FC Turkistan ·
Zhas Kyran Almati